# Miles de Noyers
Miles de Noyers (1271-1350), señor de Noyers, Chablis y de Vendeuvre, conde de Joigny, fue mariscal de Francia desde enero de 1303 hasta 1315. Era hijo de Miles III y de María de Chatillon. Fue gran botellero de Francia (encargado de las bodegas) desde 1336 y portador de la oriflama. Se distinguió en los reinados de Felipe V y de Carlos IV, y bajo Felipe VI en las campañas de Flandes y de Gascuña en la Guerra de los Cien Años.

## Biografía
Estuvo presente, junto con Foucaud du Merle en la primera reunión del parlamento de Toulouse. Felipe el hermoso lo envió en 1305 con el condestable Gaucher de Châtillon para poner fin a la disputa entre el obispo y los habitantes del Beauvais y en aquel mismo año, como recompensa por sus servicios, se le señaló una renta de 200 libras tornesas del tesoro real. En el siguiente mes de julio fue invitado a Burdeos con Guillaume de Martigné y Guillaume de Cortebuze para dirimir la controversia entre el soberano y el rey de Inglaterra en lo referente al castillo de Mauleon.
Fue elegido, junto con otros señores, por Luis X para tratar la paz con Luis de Nevers, hijo de Roberto de Dampierre, ratificado en mayo de 1315. Fue uno de los ejecutores testamentarios de Felipe el Hermoso, y recibió una segunda renta de 200 libras, confirmada después por Felipe V, a quien prestó muchos servicios particularmente durante la guerra de Flandes de 1318. Tras la muerte de Felipe V prestó servicios igualmente a su hermano y sucesor, Carlos IV, el cual lo envió cerca del papa de Aviñón en abril de 1322 y a Flandes el siguiente mes de octubre. estuvo entre los componentes de la misión que estipuló una tregua con Inglaterra el 26 de mayo de 1325, a lo que siguió un tratado de paz ese mismo mes, el día 31. El soberano le confirió el papel de portador de la oriflama en noviembre de 1325, y lo envió con numerosos hombres de armas a Gascuña contra los ingleses; recibió una recompensa de 5 000 libras tornesas en una carta de 17 de noviembre de 1317, reiterada al año siguiente.
No se le apreció menos en la corte de Felipe VI, que siguió en Flandes, interviniendo en la batalla de Cassel del año 1328, donde llevaba la oriflama. El soberano le confirió una renta de 400 libras tornesas sobre tierras variadas, lo hizo entrar en el año 1332 en el Gran Consejo con una compensación de 2 000 libras, y lo nombró Grand bouteiller de France (Encargado de las bodegas) tras la muerte de Enrique de Sully hacia el año 1336.
Los ingentes gastos para intervenir en todas estas campañas, a pesar de las ricas recompensas obtenidas, lo obligaron, en 1339, a recurrir al soberano: sólo le cobrarían sus deudas tras la muerte, en los bienes muebles y las rentas de los inmuebles.
En 1342 el rey lo envió durante cuatro meses a la frontera entre Flandes y el Henao, para discutir los términos de un tratado con Inglaterra y sus aliados.
Estuvo presente en la batalla de Crécy del año 1346 donde llevó de nuevo la oriflama; murió, a edad avanzada, en septiembre de 1350.